# Alban Vistel

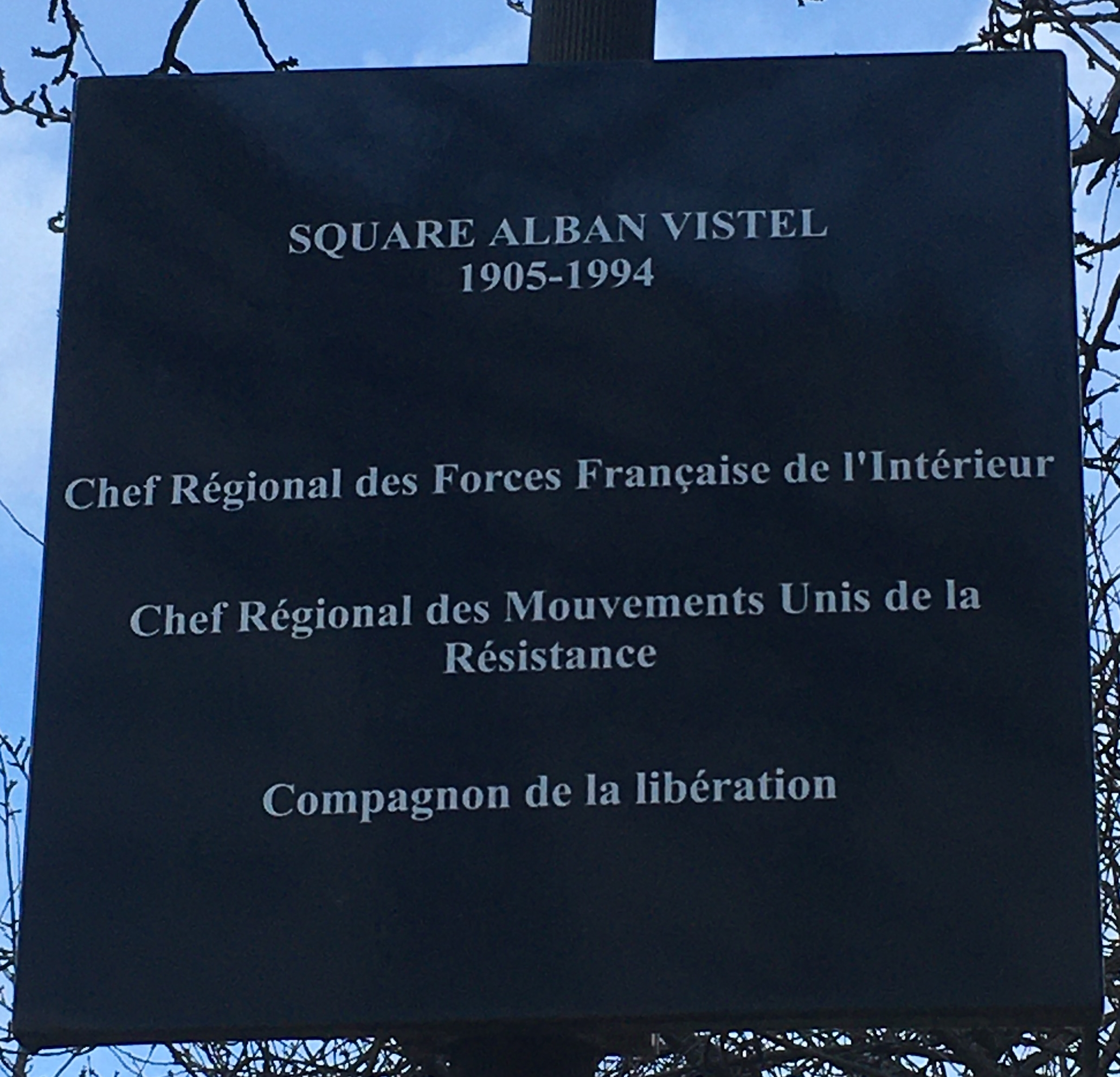

Auguste Vistel, dit Alban Vistel, né à Annecy le 16 juillet 1905 et mort à Sainte-Foy-lès-Lyon le 13 avril 1994, est un éditeur français de bandes dessinées, également écrivain, historien et commandant militaire de la région de Lyon pendant la Résistance et Compagnon de la Libération.

## Biographie
Ingénieur chimiste de formation, il est dans les années 1930 un soutien du Front populaire et adhérent de la CGT.
Il s'est illustré dans la résistance à laquelle il prit une part active, sous le pseudonyme de « Colonel Alban », dans les maquis de la région lyonnaise. 
Il est l’initiateur en 1940 d’un groupe clandestin dans la région Rhône-Alpes (« La reconquête »), responsable de « Libération-Sud » à Vienne en 1941-1942, membre du directoire régional des Mouvements unis de la Résistance en 1943, avant d’en devenir le chef régional début 1944. 
À l’été 1944, il est le successeur d'Albert Chambonnet à la tête des Forces françaises de l'intérieur pour la Région R1 à la suite de l'arrestation de ce dernier.
Après-guerre, il cofonde en 1948, les éditions Aventures & Voyages avec Bernadette Ratier, puis, en 1950, les éditions Lug avec Marcel Navarro. Il était également passionné par les civilisations d'Amérique latine au sujet desquelles il écrivit plusieurs ouvrages. Sa fille Claude, qui travaillait déjà pour les éditions Lug depuis janvier 1960, le remplace dans ses fonctions à partir de 1988 jusqu’en 1993.

## Hommage
Un parc nommé porte son nom dans le 3e arrondissement de Lyon. Une plaque lui est d'ailleurs dédiée.

## Publications
- Regards sur le monde indo-latin (1936)
- Héritage spirituel de la Résistance (1955)
- Trois témoignages sur la deuxième guerre mondiale, avec Ferdinand Rude et René Lacour (1966)
- La Nuit sans ombre, histoire des mouvements unis de Résistance, leur rôle dans la libération du Sud-Est (1970)
- L'Université et la Résistance, in Mélanges offerts à M. le doyen André Latreille, Lyon, Audin (1972)[6]
- L'Heure où tombent les masques, roman (1974)
- L'Homme des Andes : de la préhistoire aux dernières révolutions (1976)
- Le Temps des Gracques, roman (1981)